# Dominic Desperben
Dominic Desperben SSCC (ur. 12 lipca 1898 w Béguios, zm. 16 czerwca 1980 w Singapurze) – francuski duchowny rzymskokatolicki, misjonarz, sercanin biały, prefekt apostolski Hajnanu.

## Biografia
W 1920 złożył śluby w Zgromadzeniu Najświętszych Serc Jezusa i Maryi oraz Wieczystej Adoracji Najświętszego Sakramentu Ołtarza. 2 sierpnia 1925 otrzymał święcenia prezbiteriatu i został kapłanem swojego zgromadzenia.
24 marca 1939 papież Pius XII mianował go prefektem apostolskim Hajnanu w Chinach. Po przejęciu władzy przez komunistów został umieszczony w areszcie domowym, a w 1953 wydalony z kraju. Od 1961 pracował w Singapurze. Stanowisko prefekta apostolskiego Hajnanu zachował do końca życia, jednak już nigdy nie dane mu było powrócić do Chin. Jako ojciec soborowy wziął udział w soborze watykańskim II (z wyjątkiem I sesji).